# Sweet Emotions
Sweet Emotions – singel polskiego DJ-a i producenta muzycznego Gromee’ego i norweskiego piosenkarza Jespera Jenseta. Utwór pochodzi z pierwszego minialbumu Gromee’ego pt. Tiny Sparks. Singel został wydany 20 marca 2020.
Kompozycja znalazła się na 6. miejscu listy AirPlay – Top, najczęściej odtwarzanych utworów w polskich rozgłośniach radiowych.

## Geneza utworu i historia wydania
Utwór napisali i skomponowali Andrzej Gromala, Jesper Jenset, Jeff Goldford i Mike Willemsen. Jest to druga współpraca DJ-a z norweskim piosenkarzem:

Po bardzo dobrym przyjęciu singla »One Last Time« w wielu krajach na świecie, postanowiliśmy połączyć nasze siły ponownie.

Singel ukazał się w formacie digital download 20 marca 2020 w Polsce za pośrednictwem wytwórni płytowej Sony Music. Piosenka została umieszczona na pierwszym minialbumie Gromee’ego – Tiny Sparks.

## „Sweet Emotions” w stacjach radiowych
Nagranie było notowane na 6. miejscu w zestawieniu AirPlay – Top, najczęściej odtwarzanych utworów w polskich rozgłośniach radiowych.

## Teledysk
Do utworu powstał teledysk w reżyserii Michała Brauma, który udostępniono w dniu premiery singla za pośrednictwem serwisu YouTube.

## Lista utworów
- Digital download[3]

1. „Sweet Emotions” – 3:18

## Notowania
| Kraj   | Lista (2020)      | Najwyższa pozycja |
| ------ | ----------------- | ----------------- |
| Polska | AirPlay – Top     | 6                 |
| Polska | AirPlay – Nowości | 1                 |

| Kraj   | Lista (2020)  | Pozycja |
| ------ | ------------- | ------- |
| Polska | AirPlay – Top | 47      |

## Wyróżnienia
| Rok  | Konkurs                  | Kategoria                                             | Rezultat    |
| ---- | ------------------------ | ----------------------------------------------------- | ----------- |
| 2020 | Top 50 Poplisty RMF FM   | 50 najczęściej notowanych utworów na Popliście w 2020 | 30. miejsce |
| 2020 | Przebój roku RMF FM 2020 | Przebój roku                                          | 90. miejsce |